# GT4 European Series 2015
Die GT4 European Series 2015 war die achte Saison des GT4 Europacups für GT-Fahrzeuge der Gruppe GT4.

## Starterfeld
Neue Fahrzeuge der Saison 2015 sind der KTM X-BOW GTR, der Sin R1 GT4 und der Chevron GT4.
| Team                                    | Fahrzeug                 | Nr. | Fahrer                                               | Klasse | Rennwochenenden |
| --------------------------------------- | ------------------------ | --- | ---------------------------------------------------- | ------ | --------------- |
| Racing Team Holland by Ekris Motorsport | Ford Mustang FR500C      | 1   | Ricardo van der Ende                                 | PRO    | 1               |
| Racing Team Holland by Ekris Motorsport | Ford Mustang FR500C      | 1   | Bernhard van Oranje                                  | PRO    | 1               |
| Racing Team Holland by Ekris Motorsport | BMW M3 GT4               | 1   | Ricardo van der Ende                                 | PRO    | 2               |
| Racing Team Holland by Ekris Motorsport | BMW M3 GT4               | 1   | Bernhard van Oranje                                  | PRO    | 2               |
| Racing Team Holland by Ekris Motorsport | BMW M3 GT4               | 8   | Simon Knap                                           | PRO    | 1-2             |
| Racing Team Holland by Ekris Motorsport | BMW M3 GT4               | 8   | Rob Severs                                           | PRO    | 1-2             |
| V8 Racing                               | Chevrolet Camaro GT4     | 96  | Luc Braams                                           | PRO    | 1-2             |
| V8 Racing                               | Chevrolet Camaro GT4     | 96  | Duncan Huisman                                       | PRO    | 1-2             |
| V8 Racing                               | Chevrolet Camaro GT4     | 69  | Marcel Nooren                                        | PRO    | 1-2             |
| V8 Racing                               | Chevrolet Camaro GT4     | 69  | Jelle Beelen                                         | PRO    | 1-2             |
| Las Moras Racing Team                   | BMW M3 GT4               | 4   | Liesette Braams                                      | AM     | 1-2             |
| ASC Bulavto Racing                      | Lotus Evora GT4          | 6   | Pawel Lefterow                                       | AM     | 1-2             |
| BMW Espace Bienvenue                    | BMW M3 GT4               | 9   | André Grammatico                                     | AM     | 1               |
| Mathol Racing                           | Aston Martin Vantage GT4 | 10  | Jörg Viebahn                                         | PRO    | 1-2             |
| Sofia Car Motorsport                    | Sin R1 GT4               | 11  | Ivo Tzonev                                           | AM     | 1               |
| Sofia Car Motorsport                    | Sin R1 GT4               | 11  | Grigor Grigorov                                      | AM     | 1               |
| Sofia Car Motorsport                    | Sin R1 GT4               | 11  | Jose Luis Talermann                                  | AM     | 2               |
| Sofia Car Motorsport                    | Sin R1 GT4               | 11  | José Manuel Balbiani                                 | AM     | 2               |
| Sofia Car Motorsport                    | Sin R1 GT4               | 71  | Hendrick Still                                       | PRO    | 1-2             |
| Sofia Car Motorsport                    | Sin R1 GT4               | 71  | Pieter-Christiaan van Oranje-Nassau, van Vollenhoven | PRO    | 2               |
| NMT Racing                              | BMW M3 GT4               | 12  | Tristan Boorsma                                      | AM     | 2               |
| NMT Racing                              | BMW M3 GT4               | 12  | Jorick Boorsma                                       | AM     | 2               |
| ZaWoTec                                 | KTM X-BOW GTR            | 15  | Sascha Halek                                         | PRO    | 2               |
| ZaWoTec                                 | KTM X-BOW GTR            | 15  | Peter Ebner                                          | PRO    | 2               |
| ZaWoTec                                 | KTM X-BOW GTR            | 16  | Daniel Uckermann                                     | AM     | 2               |
| ZaWoTec                                 | Lotus Evora GT4          | 16  | Daniel Uckermann                                     | AM     | 1               |
| PROsport Performance                    | Porsche 981 Cayman SP    | 18  | Thomas Krebs                                         | PRO    | 1-2             |
| PROsport Performance                    | Porsche 981 Cayman SP    | 18  | Arno Klasen                                          | PRO    | 1-2             |
| Ricknäs Motorsport                      | Porsche 911 GT4          | 21  | Håkan Ricknäs                                        | AM     | 2               |
| Ricknäs Motorsport                      | Porsche 911 GT4          | 21  | Peter Larsen                                         | AM     | 2               |
| Allied Racing                           | BMW M3 GT4               | 28  | Jan Kasperlik                                        | AM     | 2               |
| Allied Racing                           | BMW M3 GT4               | 28  | Dietmar Lackinger                                    | AM     | 2               |
| Chevron Cars                            | Chevron GT4              | 44  | Marcus Clutton                                       | PRO    | 2               |
| Bald Eagle Racing                       | BMW M3 GT4               | 66  | Thomas Martinsson                                    | AM     | 2               |
| Bald Eagle Racing                       | BMW M3 GT4               | 66  | Oskar Krüger                                         | AM     | 2               |

## Rennkalender und Ergebnisse
Von den sechs Rennwochenenden fanden der Saisonauftakt und das Saisonfinale im Rahmen der Blancpain Sprint Series 2015 statt. Das zweite Wochenende auf dem Circuit Park Zandvoort fand im Rahmen der Pinksterraces statt, die drei übrigen Events wurden im Rahmen der ADAC GT Masters 2015 abgehalten.
| Nr. | Datum      | Rennstrecke   | Pole-Position                 | Erster                     | Zweiter                                  | Dritter                    | Sieger Amateure  |
| --- | ---------- | ------------- | ----------------------------- | -------------------------- | ---------------------------------------- | -------------------------- | ---------------- |
| 1   | 5. April   | Nogaro        | Hendrick Still                | Luc Braams Duncan Huisman  | Marcel Nooren Jelle Beelen               | Jörg Viebahn               | Liesette Braams  |
| 1   | 6. April   | Nogaro        | Luc Braams Duncan Huisman     | Marcel Nooren Jelle Beelen | Luc Braams Duncan Huisman                | André Grammatico           | André Grammatico |
| 2   | 23. Mai    | Zandvoort     | Sascha Halek Peter Ebner      | Daniel Uckermann           | Ricardo van der Ende Bernhard van Oranje | Sascha Halek Peter Ebner   | Daniel Uckermann |
| 2   | 24. Mai    | Zandvoort     | Sascha Halek Peter Ebner      | Sascha Halek Peter Ebner   | Marcel Nooren Jelle Beelen               | Luc Braams Duncan Huisman  | Daniel Uckermann |
| 3   | 6. Juni    | Red Bull Ring | Sascha Halek Peter Ebner      | Sascha Halek Peter Ebner   | Jörg Viebahn                             | Marcel Nooren Jelle Beelen | Daniel Uckermann |
| 3   | 7. Juni    | Red Bull Ring | Hendrick Still Rosen Daskalov | Marcel Nooren Jelle Beelen | Daniel Uckermann                         | Simon Knap Rob Severs      | Daniel Uckermann |
| 4   | 20. Juni   | Spa           |                               |                            |                                          |                            |                  |
| 4   | 21. Juni   | Spa           |                               |                            |                                          |                            |                  |
| 5   | 15. August | Nürburgring   |                               |                            |                                          |                            |                  |
| 5   | 16. August | Nürburgring   |                               |                            |                                          |                            |                  |
| 6   | 3. Oktober | Misano        |                               |                            |                                          |                            |                  |
| 6   | 4. Oktober | Misano        |                               |                            |                                          |                            |                  |